# (300146) 2006 VJ67
(300146) 2006 VJ67 es un asteroide perteneciente al cinturón de asteroides descubierto el 11 de noviembre de 2006 por el equipo del Spacewatch desde el Observatorio Nacional de Kitt Peak, Arizona, Estados Unidos.

## Designación y nombre
Designado provisionalmente como 2006 VJ67.

## Características orbitales
2006 VJ67 está situado a una distancia media del Sol de 3,154 ua, pudiendo alejarse hasta 3,357 ua y acercarse hasta 2,952 ua. Su excentricidad es 0,064 y la inclinación orbital 5,455 grados. Emplea 2046,83 días en completar una órbita alrededor del Sol.

## Características físicas
La magnitud absoluta de 2006 VJ67 es 15,8. 